# Walter Alt (Bankier)
Walter Alt (* 24. Dezember 1947 in Schmalwasser, Franken; † 28. Februar 2010 in Regensburg) war ein deutscher Banker.
Walter Alt übernahm am 1. September 2004 den Vorstandsvorsitz der Liga Bank; er gehörte dem Vorstand seit 1992 an. 2006 war er einer der Initiatoren für die Einführung einer Caritas Credit Card, die mit ihren Erträgen Kinderhilfsprojekte finanzierte.
Alt war Mitglied des Ritterordens vom Heiligen Grab zu Jerusalem, dessen Großoffizier und Leitender Komtur in Regensburg. Für seine zahlreichen kirchlichen Engagements wurde er von Bischof Gerhard Ludwig Müller mit der Wolfgangsmedaille des Bistums Regensburg geehrt.